# Camplong-d’Aude
Camplong-d’Aude (okzitanisch Camplong d'Aude) ist eine Gemeinde mit 385 Einwohnern (Stand 1. Januar 2022) in Frankreich. Sie liegt im Département Aude, in der Region Okzitanien. Camplong-d’Aude ist Teil des Gemeindeverbands Communauté de communes Région Lézignanaise, Corbières et Minervois.
Die Einwohner der Gemeinde heißen Camplonnais.
Ein Teil der landwirtschaftlichen Flächen dient dem Weinbau, und die Weinberge liegen innerhalb des Gebietes mit der geschützten Herkunftsbezeichnung Corbières.
| Bevölkerungsentwicklung | Bevölkerungsentwicklung |
| Jahr                    | Einwohner               |
| ----------------------- | ----------------------- |
| 1962                    | 268                     |
| 1968                    | 288                     |
| 1975                    | 288                     |
| 1982                    | 236                     |
| 1990                    | 250                     |
| 1999                    | 270                     |
| 2016                    | 358                     |

## Weblinks

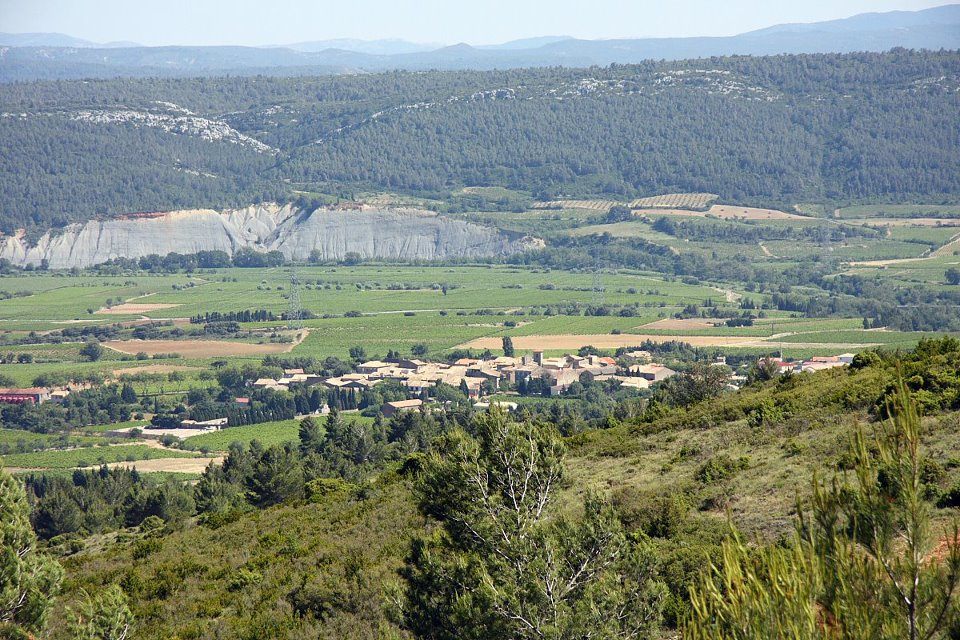
Blick auf Camplong-d’Aude